# Dietlind Tiemann

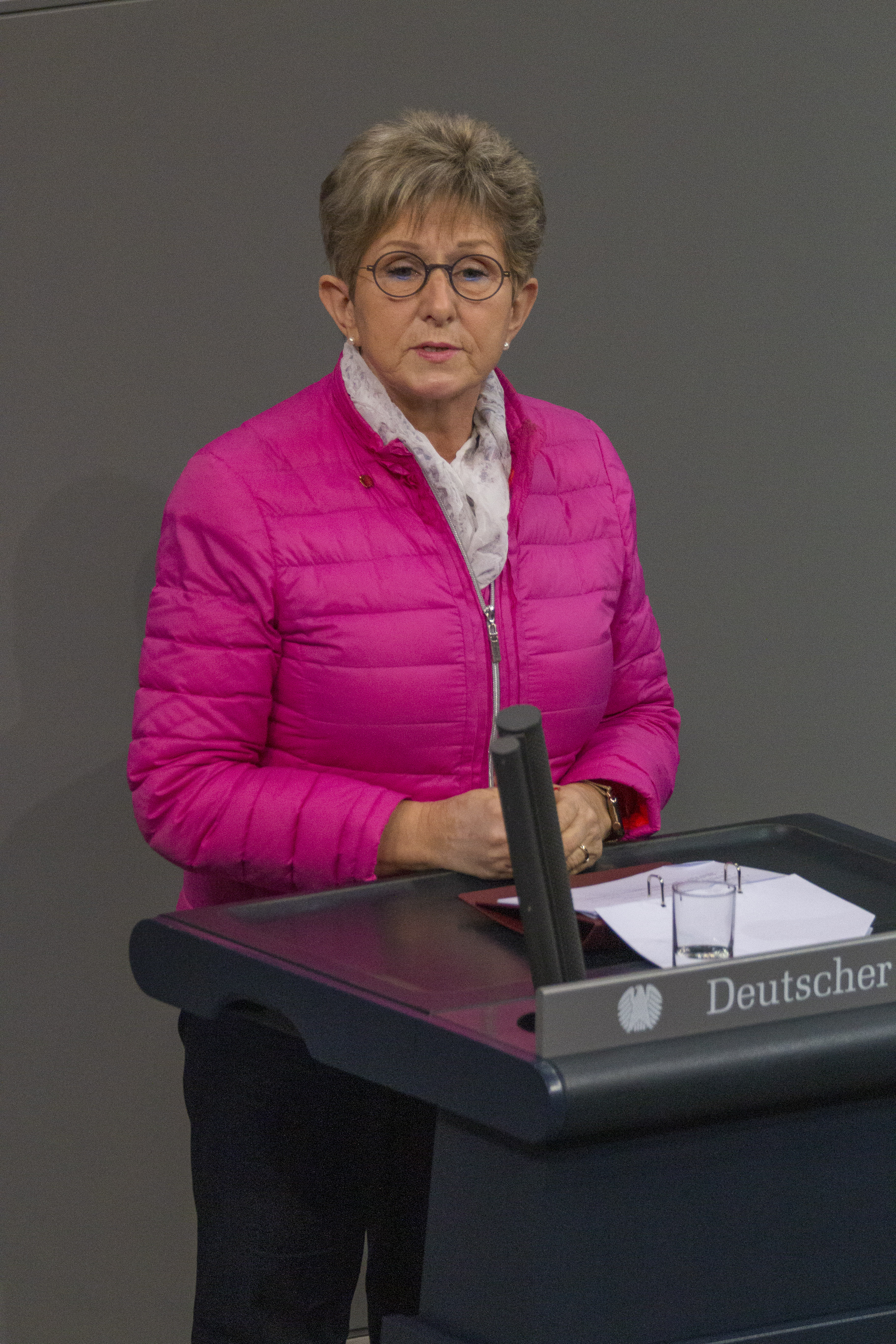
Dietlind Tiemann, 2020

Dietlind Tiemann, geb. Titze (* 30. August 1955 in Genthin, Bezirk Magdeburg, DDR) ist eine deutsche Politikerin (CDU) und Wirtschaftswissenschaftlerin. Von 2017 bis 2021 war sie Mitglied des 19. Deutschen Bundestags. Zuvor war sie von 2003 bis 2017 Oberbürgermeisterin von Brandenburg an der Havel.

## Leben
Dietlind Tiemann entstammt einer katholischen Korbmacherfamilie aus Klitsche, Kreis Genthin, wo sie mit einem Bruder aufwuchs und in Neuenklitsche sowie in Schlagenthin auch die ersten vier Jahre zur Schule ging. Nach dem Tod der Mutter zog der Vater nach Brandenburg an der Havel, wo sie dort bis 1970 die POS Rochow-Schule und anschließend die EOS „Johann Wolfgang von Goethe“ besuchte. Von 1974 bis 1978 studierte sie an der Hochschule für Ökonomie „Bruno Leuschner“ (HfÖ) in Berlin-Karlshorst Arbeitsökonomie und schloss mit dem Diplom-Ökonom ab.
Im August 1979 wurde Sohn Stefan geboren. Nach dem Studium arbeitete Dietlind Tiemann bis 1990 im VEB Landbaukombinat Potsdam, Sitz Brandenburg, als Abteilungsleiterin für Arbeitsökonomie des Kombinates sowie bis zur politischen Wende als amtierende Direktorin für Ökonomie, Material und Lagerwirtschaft. Daneben schloss sie 1987 eine außerplanmäßige Aspirantur an der Ingenieurhochschule Mittweida ab und wurde gemeinsam mit ihrem Mann mit dem interdisziplinären ingenieur- und wirtschaftswissenschaftlichen Thema „Technisch-ökonomische Aspekte des Standes und der Entwicklung von Messeinrichtungen zur Ermittlung der Körpertemperatur in der Human- und Veterinärmedizin unter besonderer Berücksichtigung des ökonomischen Nutzeffektes“ zum Dr. oec. promoviert.
Von 1990 bis Juli 1993 war sie kaufmännische Geschäftsführerin in der Brandenburgischen Bau GmbH. Im Anschluss war sie als kaufmännische Leiterin in der Straßen- und Tiefbau Burg GmbH in Burg (Sachsen-Anhalt) bis Ende 1993 tätig. Im Jahr 1994 arbeitete Tiemann als kaufmännische Leiterin bei Schielicke Bau in Beelitz. Am 1. Januar 1994 wurde die Trend Bau GmbH mit Sitz in Brandenburg an der Havel gegründet, deren Geschäftsführende Gesellschafterin sie von Dezember 1994 bis zum Antritt ihrer Wahlfunktion war.
Sie ist mit Klaus-Peter Tiemann verheiratet und hat einen Sohn. Sie ist römisch-katholischer Konfession.

## Politik
Seit 1975, dem zweiten Studienjahr an der HfÖ, sowie während ihrer Tätigkeit im Landbaukombinat war sie bis 1989 Mitglied der Sozialistischen Einheitspartei Deutschlands (SED).
Seit Anfang der 1990er Jahre war Dietlind Tiemann Mitglied des Wirtschaftsrates der CDU, Gründungsmitglied der Sektion Berlin-Brandenburg, später im Landesvorstand, dann Landesvorsitzende und zeitweise im Bundesvorstand. Im Juni 2001 trat sie in die CDU ein. 2002 war sie bereits Kandidatin der CDU zum Oberbürgermeisteramt, verlor aber in der Stichwahl gegen den Kandidaten der SPD Helmut Schmidt. Nachdem dieser bereits ein Jahr später krankheitsbedingt sein Amt aufgeben musste, wurden 2003 Neuwahlen angesetzt. Diese gewann sie in der Stichwahl gegen den amtsführenden Bürgermeister Norbert Langerwisch (SPD) und war ab dem 17. Dezember 2003 Oberbürgermeisterin der Stadt Brandenburg an der Havel.
Sie war bis Januar 2007 Beisitzerin im Landesvorstand der CDU Brandenburg. Dort verlor sie die Wahl zur stellvertretenden Landesvorsitzenden und unterstützte sowohl Sven Petke als auch Ulrich Junghanns in deren Kandidatur. Sie war bis Juni 2022 Vorsitzende des über 200 Mitglieder zählenden CDU-Kreisverbandes Brandenburg an der Havel.
Bei den Oberbürgermeisterwahlen in Brandenburg an der Havel am 11. September 2011 siegte Tiemann mit 56,4 Prozent der Stimmen vor den Kandidaten Norbert Langerwisch von SPD, Die Linke, Bündnis 90/Die Grünen und der Piratenpartei Deutschland und wurde damit ohne Stichwahl bis 2019 im Amt bestätigt. Obwohl sie nur 22 Stimmen mehr hatte als im ersten Wahlgang 2003, reichte das Ergebnis auf Grund der deutlich reduzierten Wahlbeteiligung zum Erfolg.
Aufgrund ihres Wahlerfolges in der vorherigen SPD-Hochburg Brandenburg an der Havel kündigte Tiemann am 30. September 2011 an, auf dem CDU-Landesparteitag am 22. Oktober 2011 als Stellvertreterin der CDU-Landesvorsitzenden Saskia Ludwig zu kandidieren, obwohl diese bereits vier Kandidaten für die Stellvertreterposten vorgeschlagen hatte. Beobachter werteten die Kandidatur Tiemanns als Kritik an Ludwigs Kurs in der Partei und ihrer Arbeit als Oppositionsführerin im Potsdamer Landtag. Jedoch scheiterte Tiemann auf dem Parteitag mit 47 Prozent, nachdem Ludwig ihr den Vorsitz einer CDU-Kommission zur Vorbereitung der Kommunalwahl in Brandenburg angeboten hatte.
Am 17. Dezember 2016 wurde sie auf einer Wahlkreismitgliederversammlung als CDU-Direktkandidatin im Bundestagswahlkreis Brandenburg an der Havel – Potsdam-Mittelmark I – Havelland III – Teltow-Fläming I für die Bundestagswahl 2017 nominiert. Sie gewann das Mandat und war seit 24. Oktober 2017 Mitglied des Bundestages. Im 19. Deutschen Bundestag war Tiemann ordentliches Mitglied der Enquete-Kommission Berufliche Bildung, des Finanzausschusses, sowie des Ausschusses für Bildung, Forschung und Technikfolgenabschätzung. Zudem gehörte sie als stellvertretendes Mitglied dem Ausschuss für Gesundheit sowie dem Ausschuss für Ernährung und Landwirtschaft an. 2021 trat sie erneut als Direktkandidatin für den Bundestag an, konnte sich aber mit 20,1 % nicht gegen die SPD-Kandidatin Sonja Eichwede (32,1 %) durchsetzen.
Weiterhin ist sie Mitglied der Stadtverordnetenversammlung der Stadt Brandenburg an der Havel und ist Vorsitzende der Fraktion CDU/FDP.
Tiemann geriet seitens Greenpeace im Juli 2021 als eine der „31 schlimmsten Klimabremsen der großen Koalition“ in die Kritik. Dies stützt sich unter anderem auf ihre Ablehnung einer Anpassung des Klimaschutzgesetzes, nachdem eine Entscheidung des Bundesverfassungsgerichtes dies nötig gemacht hatte. Sie gab damit wider die Linie der Koalitionsfraktionen ihre Stimme ab. Auch im Übrigen stimmt sie vergleichsweise häufig entgegen der Fraktionsdisziplin; unter anderem gegen die Bekämpfung von COVID-19 durch Maßnahmen im Rahmen der epidemischen Lage von nationaler Tragweite, gegen die Verankerung von Menschenrechten und Umweltanforderungen im Lieferkettengesetz, gegen den Aufbau der sogenannten europäischen Pandemiekrisen-Unterstützungsinstrumente, gegen die Verankerung von Klimaschutz im Steuerrecht, und gegen eine Verfassungsänderung zur finanziellen Unterstützung der Länder und Kommunen in den Bereichen Bildung, Bau und Verkehr.